# Sajókaza, Borsod-Abaúj-Zemplén
Sajókaza este un sat în districtul Kazincbarcika, județul Borsod-Abaúj-Zemplén, Ungaria, având o populație de 3.224 de locuitori (2011). 

## Demografie
Componența etnică a satului Sajókaza
     Maghiari (77,64%)
     Romi (22,02%)
     Alții (0,34%)
Componența confesională a satului Sajókaza
     Romano-catolici (35,33%)
     Reformați (15,6%)
     Fără religie (6,2%)
     Luterani (3,5%)
     Greco-catolici (1,21%)
     Necunoscută (37,69%)
     Atei (0,47%)
     Alte religii (9,12%)
Conform recensământului din 2011, satul Sajókaza avea 3.224 de locuitori. Din punct de vedere etnic, majoritatea locuitorilor (77,64%) erau maghiari, cu o minoritate de romi (22,02%). Nu există o religie majoritară, locuitorii fiind romano-catolici (35,33%), reformați (15,6%), persoane fără religie (6,2%), luterani (3,5%) și greco-catolici (1,21%). Pentru 37,69% din locuitori nu este cunoscută apartenența confesională.